# Никон (Васин)
Схимитрополит Ни́кон (в миру Никола́й Ива́нович Ва́син; 1 января 1942, Липецк) — епископ Русской православной церкви на покое. В 2003—2019 годах управлял Липецкой епархией.

## Биография
Родился 1 января 1942 года в Липецке. В семье у него были три сестры. Его родителям принадлежали две ветряные мельницы, большой сад, 2-этажный дом из тёсаного камня. Учился в школе села Тюшевка.
После окончания работал в цехах завода «Свободный сокол». С 1961 по 1964 год служил в рядах Советской Армии. В 1965 году вернулся работать на завод и одновременно учился в вечерней школе.
В 1973 году поступил на второй курс Одесской духовной семинарии, которую окончил в 1976 году.
9 сентября 1976 года рукоположён в сан диакона (целибат) епископом Воронежским и Липецким Ювеналием (Тарасовым) в Покровском кафедральном соборе города Воронежа.
10 сентября 1976 года рукоположён в сан иерея в Троицком соборе города Задонска епископом Воронежским и Липецким Ювеналием и назначен настоятелем Покровской церкви села Павловка Добринского района Липецкой области.
В 1978 году поступил в Московскую духовную академию на заочный сектор.
21 марта 1980 года в Христо-Рождественском храме города Липецка епископом Ювеналием (Тарасовым) пострижен в монашество с именем Никон в честь преподобного Никона Киево-Печерского.
Ко дню Святой Пасхи 1982 года возведён в сан игумена.
В 1983 году окончил курс Московской духовной академии по первому разряду, написав дипломную работу «Сущность покаяния по учению святого Иоанна Лествичника».
В 1990 году митрополитом Воронежским и Липецким Мефодием (Немцовым) возведён в сан архимандрита.
31 октября 1990 года назначен духовником Алексиево-Акатова монастыря города Воронежа.
С 1 июля 1991 года — наместник Задонского Рождество-Богородицкого мужского монастыря.

### Архиерейство
27 декабря 1995 года постановлением Священного Синода определено быть епископом Задонским, викарием Воронежской епархии.
31 марта 1996 года в Богоявленском кафедральном соборе в Москве хиротонисан в сан епископа Задонского, викария Воронежской епархии. Хиротонию совершили: Патриарх Московский и всея Руси Алексий II, митрополит Крутицкий и Коломенский Ювеналий (Поярков), митрополит Волоколамский и Юрьевский Питирим (Нечаев), митрополит Воронежский и Липецкий Мефодий (Немцов), архиепископ Одинцовский Иов (Тывонюк), архиепископ Солнечногорский Сергий (Фомин), епископ Истринский Арсений (Епифанов), епископ Бронницкий Тихон (Емельянов), епископ Екатеринбургский и Верхотурский Никон (Миронов), епископ Орехово-Зуевский Алексий (Фролов), епископ Красногорский Савва (Волков).
В 1998—2002 годах был секретарём Воронежско-Липецкой епархии по Липецкой области.
7 мая 2003 года постановлением Священного Синода в связи с образованием новой Липецкой и Елецкой епархии, стал викарием последней с поручением временного управления новообразованной епархией. 26 декабря того же года постановлением Священного Синода назначен епископом Липецким и Елецким.
1 февраля 2011 года в кафедральном соборном Храме Христа Спасителя Патриарх Кирилл возвёл его в сан архиепископа.
29 мая 2013 года решением Священного Синода часть возглавляемой им епархии отошла к новообразованной Елецкой епархии, при этом обе епархии вошли в состав образованной тогда же Липецкой митрополии, которую возглавил митрополит Никон с титулом «Липецкий и Задонский». В связи с этим 23 июня того же года возведён Патриархом Кириллом в сан митрополита.
9 июля 2019 года решением Священного Синода почислен на покой с выражением «сердечной благодарности» за «многолетнее архипастырское окормление Липецкой епархии, которое отмечено многократным увеличением приходов и духовенства, неустанной заботой о монастырях, установлением доброжелательного и конструктивного диалога с местными властями и общественными объединениями, а также за труды на посту главы Липецкой митрополии». Местом пребывания митрополита Никона на покое был определён Задонский Рождества-Богородицкий мужской монастырь с материальным содержанием от Липецкого епархиального управления.
7 октября 2020 года в связи с тяжелой болезнью принял схиму с тем же именем, но в честь другого святого — игумена Никона Радонежского

## Награды
- Орден Почёта (3 мая 2012 года) — за достигнутые трудовые успехи и многолетнюю добросовестную работу, активную общественную деятельность[10]
- Орден Дружбы (28 декабря 2000 года) — за большой вклад в укрепление гражданского мира и возрождение духовно-нравственных традиций[11]
- Орден преподобного Сергия Радонежского I степени (2012 год)[12]
- Орден святого благоверного князя Даниила Московского (награждён Патриархом Московским и всея Руси Алексием II)
- Знак отличия «За заслуги перед Липецкой областью» (2016)[13]
- Знак «Пастырь добрый» (награждён архиепископом Костромским и Галичским Александром — председателем отдела по делам молодёжи РПЦ)